# تاريخ أذربيجان الاقتصادي
بعد استعادة استقلال الدولة عام 1991، بدأت جمهورية أذربيجان في تنفيذ حقوقها السيادية في المجال الاقتصادي والسعي إلى سياسة مستقلة.

## مرحلة التطوير
منذ وقت الاستقلال وحتى الآن، يُمكن تقسيم التنمية الاقتصادية للبلاد إلى مرحلتين رئيسيتين:
1. الفوضى الاقتصادية أو عصر الانكماش والتي امتدت في الفترة الزمنية ما بين 1991 و1995.
2. استمرار استقرار الاقتصاد الكلي والتنمية الاقتصادية الدينامية منذ عام 1996.

خلال فترة قصيرة من استعادة استقلال الدولة، تم تحقيق إنجازات مهمة في مجال التنمية الاجتماعية والاقتصادية وتكامل البلاد في الاقتصاد العالمي نتيجة لسياسة الزعيم الوطني حيدر علييف؛ أما أحد أهم إنجازاته فكان تأسيس نموذج جديد يقوم على إصلاحات اقتصادية جمة ومحاولة تنمية الدولة المستقلة في البلاد دون حاجة لمساعدات ومعونات خارجية.

### حقول النفط
تم توقيع خط أنابيب باكو-نوفوروسيسك عام 1996 وخطوط أنابيب تصدير النفط باكو-سوبسا في عام 1996 وإنشاء خط أنابيب النفط الرئيسي لتصدير النفط باكو - تبيليسي - جيهان بغية نقل النفط الأذربيجاني إلى الأسواق العالمية، وبالتالي تنويع طرق التصدير. كما تم تأسيس صندوق النفط الحكومي لضمان الإدارة الفعالة للعائدات من بيع الزيوت المستمدة من التطوير المشترك لحقول النفط مع الشركات الأجنبية بموجب المرسوم الذي وقعه حيدر علييف في عام 1999 وتعزيز المجالات ذات الأولوية وتنفيذ المشاريع الهامة اجتماعيا. في الوقت الحاضر تحظ أنشطة المؤسسة في هذا المجال بتقدير كبير من قبل المنظمات الدولية.
لعب قطاع النفط والغاز دورا رئيسيا في تنمية قطاعات الاقتصاد الأخرى، وقد تحقق استقرار الاقتصاد الكلي نتيجة للسياسة الاقتصادية وتم وضع أساس النمو الاقتصادي المستدام وبدأت الإصلاحات في جميع قطاعات الاقتصاد واتُّخذت خطوات جادة لتحسين مستويات معيشة السكان. لقد كان جذب الاستثمارات المحلية والأجنبية من خلال تنمية ريادة الأعمال وخلق بيئة ملائمة للأعمال والاستثمار وتحقيق تنمية القطاع غير النفطي إحدى السمات النموذجية للسياسة الاقتصادية في هذه المرحلة، ونتيجة لتنفيذ تدابير هادفة تم تشكيل قطاع الأعمال الحرة في أذربيجان وزاد دور القطاع الخاص في التنمية الاجتماعية والاقتصادية للبلد. وقد أعطت التدابير المتخذة لضمان تنوع الممتلكات في الاقتصاد نتيجة إيجابية للتنمية الاقتصادية المستدامة وهكذا، في حين أن حصة القطاع الخاص من الناتج المحلي الإجمالي تقل عن 10٪ عند خصخصتها فإن وزنه الخاص وصل الآن إلى 83٪.

## البنوك
بمجرد حصول جمهورية أذربيجان على استقلالها، أقامت إحدى سياساتها الاقتصادية الخارجية الرئيسية علاقات مع مؤسسات الائتمان المالي والاقتصادي الدولي. خلال الفترة الماضية تم إنجاز الكثير من العمل في هذا المجال حيث قبلت أذربيجان بجميع المنظمات الدولية المؤثرة تقريبا بما في ذلك صندوق النقد الدولي في عام 1992 والبنك الدولي ثم البنك الأوروبي للإنشاء والتعمير وكذلك البنك الإسلامي للتنمية وبنك التنمية الآسيوي عام 1999. تتمثل الأهداف الاستراتيجية لرئيس جمهورية أذربيجان إلهام علييف في تشكيل اقتصاد وطني متنوع مع الحفاظ على علاقات السوق الحرة والتنمية الذاتية والاندماج في النظام الاقتصادي العالمي. تم تحسين إستراتيجية الاقتراض الخارجي كما حاولت الدولة تقديم الدعم لريادة الأعمال والبحث عن الرفاه الاجتماعي للسكان. تم تنفيذ ثلاث برامج في الفترة ما بين 2004 و2013 للتنمية الاجتماعية والاقتصادية في مناطق جمهورية أذربيجان حيث صدرت مراسيم ذات صلة برئيس الدولة حثت على ضرورة دعم اقتصاد البلد. كما تم إقرار برنامج حكومي للتنمية الاجتماعية والاقتصادية للمناطق الهشة في الفترة ما بين 2014 و2018 ويهدف البرنامج للحد من الفقر وتعزيز التنمية المستدامة في جمهورية أذربيجان كما تمت الموافقة على عشرات البرامج الأخرى في القطاعين الاقتصادي والاجتماعي.

## معلومات عامة
في الفترة ما ببن 2003 حتى 2013 زاد الناتج المحلي الإجمالي في أذربيجان 3.4 مرة أما القطاع غير النفطي فقد زاد بمعدل 2.7 مرة. كما نمت احتياطيات العملة الصعبة للبلاد 30 مرة لتصل بذلك إلى 50 مليار دولار. ونتيجة لهذا فقد تحسنت رفاهية السكان تحسنا ملحوظا حيث زادت نسبة العائدات 6.1 مرات وتم خلق 1.2 مليون وظيفة. وخلال هذه الفترة انخفض مستوى الفقر بنسبة 6% وانخفض معدل البطالة إلى 5.2%.كما تم استثمار 132 مليار دولار في اقتصاد أذربيجان وزاد معدل تجارة الأجانب بمعدل 6.4 مرة أما الصادرات غير النفطية فقد زادت بمقدار 4.5 مرة. تبلغ حصة القطاع الخاص في الناتج المحلي الإجمالي 83% و 73.9% في العمالة خلال هذه الفترة، تم منح 19.4 ألف شخص من رواد الأعمال قروضاً حكومية تفضيلية بقيمة 1.2 مليار ماناط؛ وقد سمحت هذه القروض بخلق 113000 فرصة عمل جديدة.
زادت أيضا إيرادات ميزانية الدولة 14.2 مرة، وإيرادات الضرائب بنسبة 7.3 مرة كما زادت نفقات ميزانية الدولة بمقدار 13.9 مرة، وإيداعات السكان 24 مرة وأصول البنك بنسبة 18 مرة. أُعلن عن كون أذربيجان أكبر بلد إصلاحي في العالم في تقرير ممارسة الأعمال التجارية عام 2009 المرموق الصادر عن البنك الدولي والمؤسسة المالية الدولية ويعكس تقييم القدرة على تحمل التكاليف في بيئة الأعمال. وفقا لمنتدى دافوس الاقتصادي العالمي فإن الاقتصاد الأذربيجاني يحتل المرتبة 38 عالميا بسبب قدرته التنافسية حيث بلغ معدل نمو الناتج المحلي الإجمالي الحقيقي 2.5٪ في الفترة من يناي/كانون الثاني إلى سبتمبر 2014 وبلغ 44.1 مليار جنيه بالأسعار الحالية.  ويبلغ الناتج المحلي الإجمالي للفرد 4696.3 مانات (ما يُعادل تقريبا 5887.9 دولار).